# Diaphorus anatholli
Diaphorus anatholli är en tvåvingeart som beskrevs av Negrobov 1986. Diaphorus anatholli ingår i släktet Diaphorus och familjen styltflugor. Inga underarter finns listade i Catalogue of Life.